# 比濁計

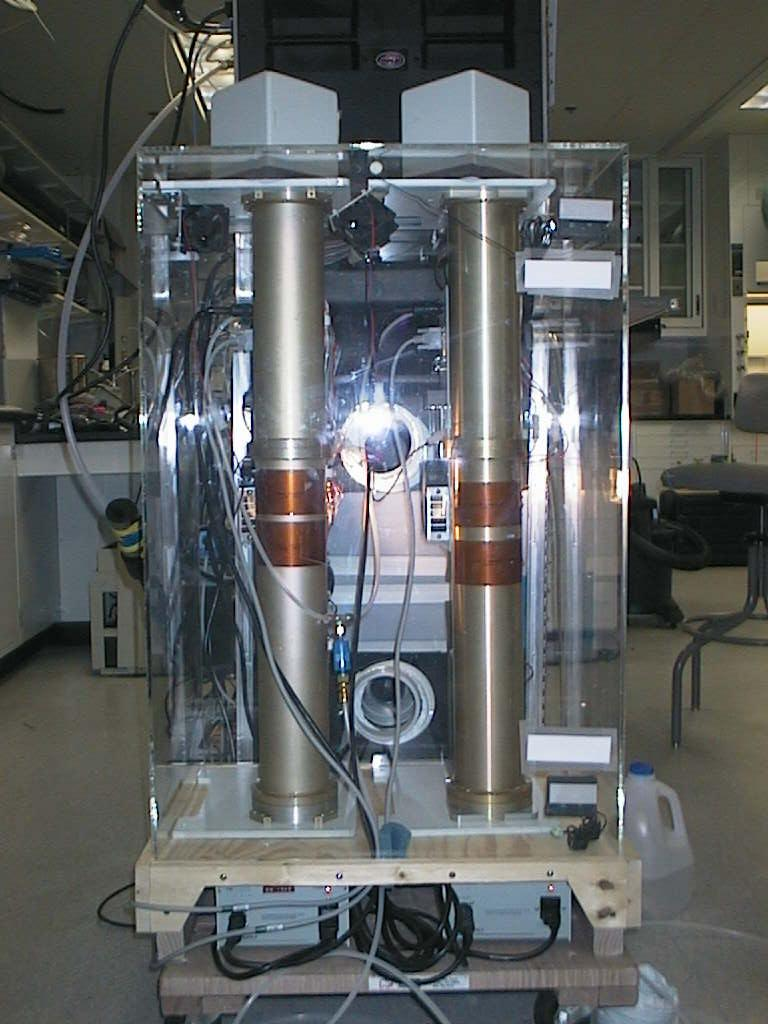
韓国NOAA施設の済州島Kosanの比濁計

比濁計（ネフェロメーター、nephelometer）は、液体もしくは気体コロイド中の浮遊微粒子の濃度を測定する機器。光ビーム（ソースビーム）とソースビームの片側（多くの場合90°）に設置された光検出器を使用して浮遊微粒子を測定する。粒子の密度は、粒子から検出器に反射される光の作用である。特定の密度の粒子に対して反射する光の量は、ある程度粒子の形状、色、反射率などの特性に依存する。比濁計は既知の微粒子に合わせて較正され、環境因子（k因子）を用い適宜明るい色や暗い色のちりを補正する。K因子は空気サンプリングポンプの隣で比濁計を走らせ結果を比較することにより、使用者が決定する。市場には多種多様な研究グレードの比濁計とオープンソースがある。

## 使用

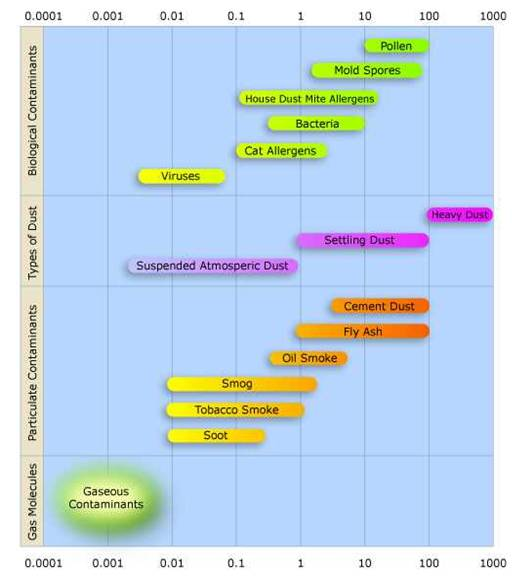
微粒子汚染物質（マイクロメーターにおける大きさ）

比濁計の主な用途は、汚染監視、気候監視、視程に対する大気質測定に関連する。浮遊する粒子は一般的に生物学的汚染物質、粒子状汚染物質、ガス状汚染物質、ちりのいずれかである。
左のグラフは様々な粒子状汚染物質の種類と大きさを示している。この情報は、建物内または大気中の微粒子汚染の特性を理解するのに役立つ。また、制御された環境での清浄度を理解するのにも役立つ。
生物学的汚染物質には、カビ、菌類、細菌、ウイルス、動物のフケ、チリダニ、花粉、ヒトの皮膚細胞、ゴキブリの一部やかつて生きていたものがある。これらは健康問題を引き起こす汚染物質であるため、室内大気質の専門家の最大の敵である。生物学的汚染のレベルは、微生物の生活を支える湿度と温度に依存する。ペット、植物、齧歯動物、昆虫がいると生物学的汚染のレベルが上がる。

### シースエア
シースエアとはエアロゾル流を囲むきれいな濾過された空気であり、微粒子が光学室内で循環や堆積するのを防ぐ。シースエアは堆積による汚染を防ぎ、試料を含むことで応答時間を改善し、光学室をきれいに保つことでメンテナンスを改善する。比濁計は試料を始める前にゼロフィルターに空気を通すことにより、シースエアを作成する。

### 全天の放射バランス

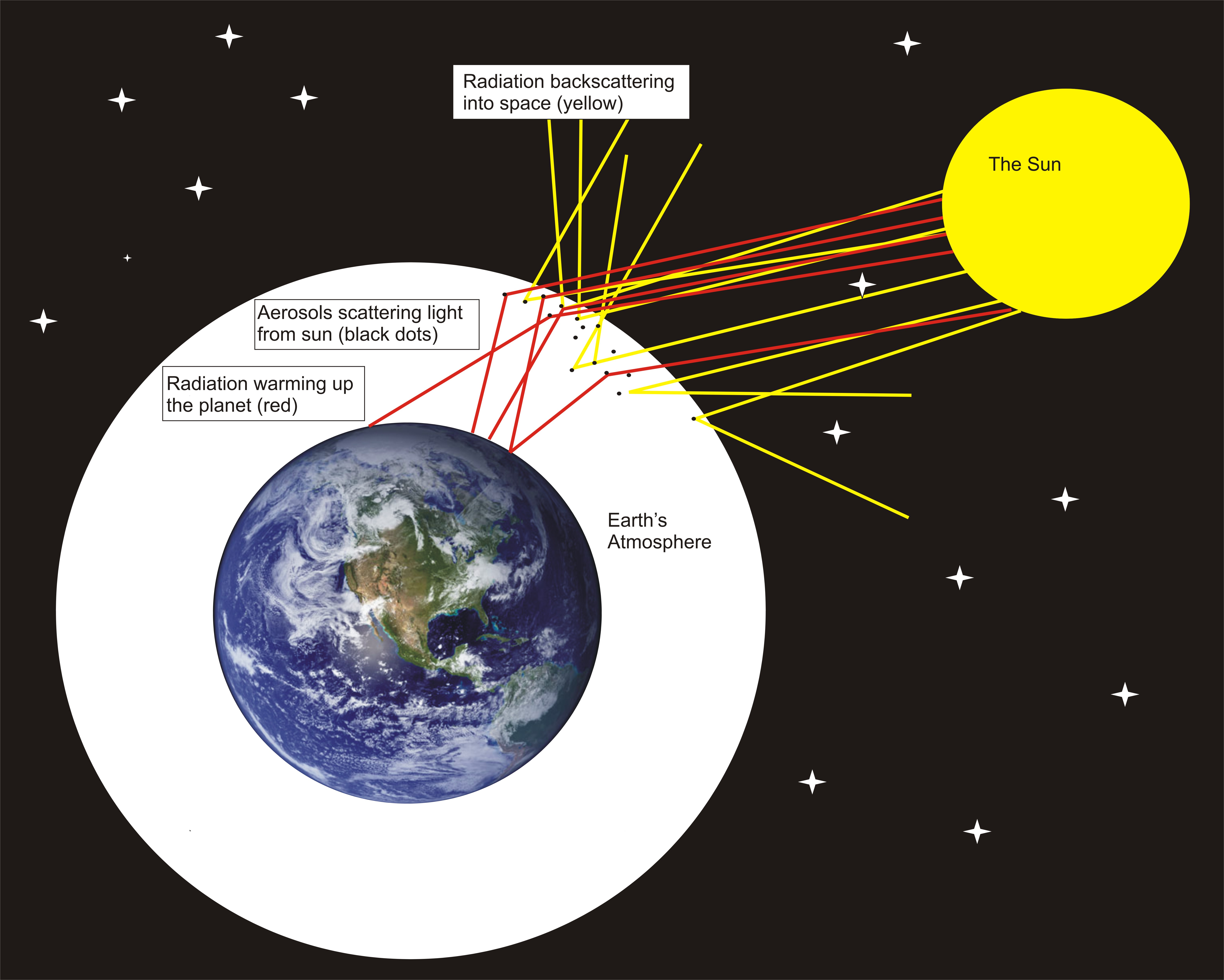
放射バランス（地球の大気の厚さが強調されている）

比濁計は地球温暖化の研究でも使われており、特に全天の放射バランスを測定する。後方散乱シャッターを付けた3波長比濁計は、ちりや粒子状物質を通して宇宙空間に反射される太陽放射の量を決定できる。この反射光は、地球の低層大気に到達して地球を暖める放射量に影響を与える。

### 視程
比濁計は、多くのEPAが世界中で使用している単純な1波長比濁計による視程の測定にも使われる。比濁計は光散乱の測定を通じて、Koschmiederの式と呼ばれる換算係数を適用することにより距離の視程を決定できる。

### 医学
医学において、免疫機能を測定するのに比濁法が使われる。

### 火災検知
気相比濁計は、煙やその他の燃焼の粒子の検出にも使われる。このような用途では、この装置は吸引式煙検知器と呼ばれる。非常に低い粒子濃度（0.005%まで）を検出する能力があるため、メインフレームコンピュータや電話交換機などの過敏もしくは貴重な電子機器の保護に非常に適している。

## 濁度単位

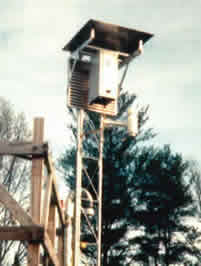
アーカディア国立公園に設置された比濁計

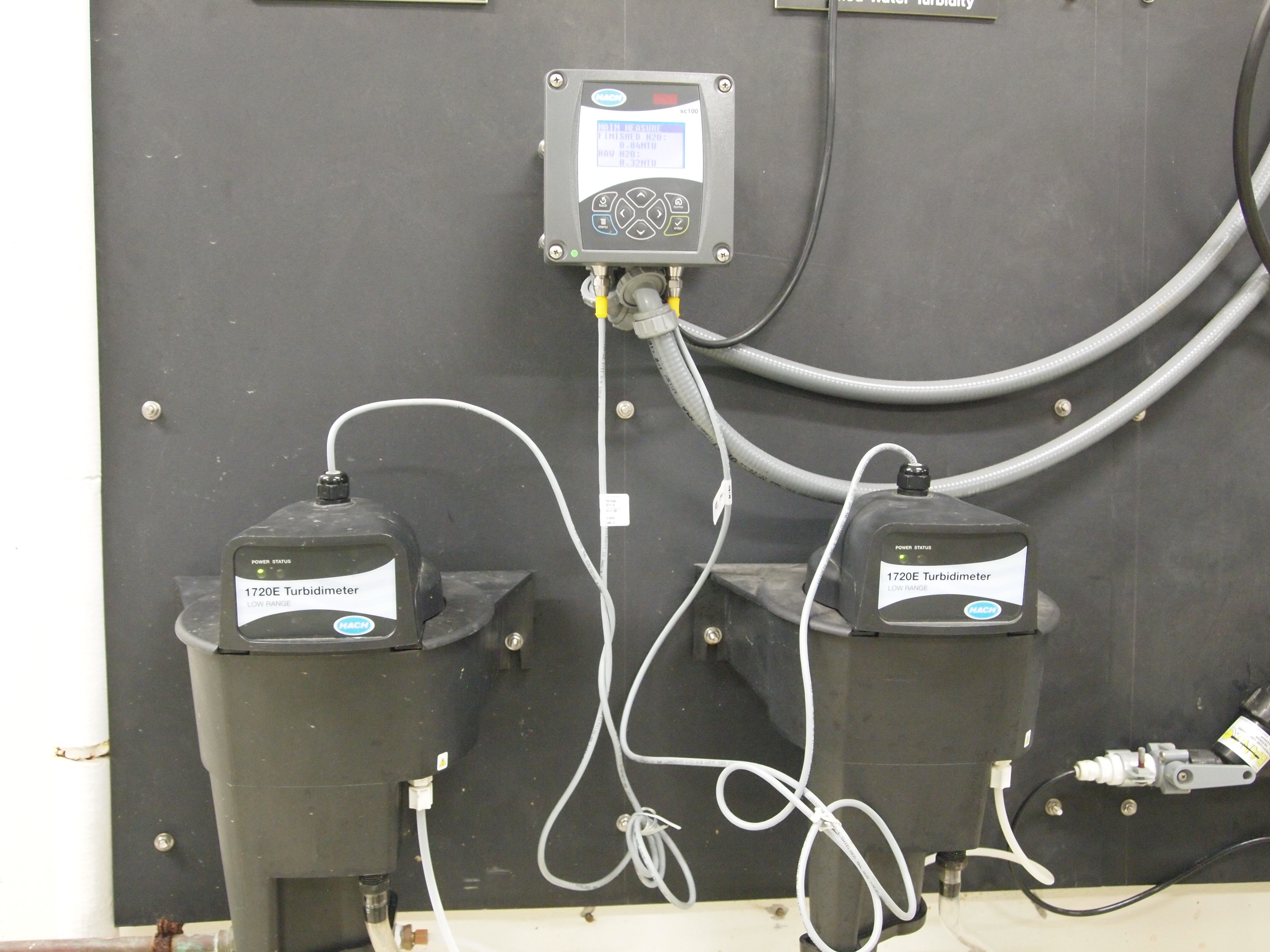
原水と濾過後の浄水の濁度を測定する（NTUで）ために浄水場で使われる濁度計

- 光学特性は懸濁粒子の大きさに依存するため、粒子サイズが均一な「ホルマジン」と呼ばれる安定した合成材料が目盛りや再現性の基準としてよく使われる[3]。この単位はホルマジン濁度単位(FTU)と呼ばれる。
- 米国環境保護庁により指定された比濁法濁度単位(NTU)はFTUの特殊な場合であり、測定装置の白色光源と幾何学的特性が指定されている（代替形式「ネフェロス濁度単位」が用いられる場合もある[4][5]）
- ISO 7027により水処理における濁度の9の測定に対して規定されたホルマジン比濁法単位(FNU)。近赤外光(NIR)と90°散乱を使用したFTUの別の特殊ケース
- ISO 7027により0°での濁度測定のための水処理基準として指定されたホルマジン減衰単位(FAU)。これもFTUの特殊ケースである。
- ホルマジン後方散乱単位(FBU)（基準の一部ではない）はc. 180°で測定される光学後方散乱検出器(OBS)の単位であり、FTUの特殊ケースである。
- European Brewery Convention (EBC) 濁度単位
- 濃度単位(C.U.)
- 光学密度(O.D.)
- ジャクソン"キャンドル"濁度単位 (JTU; 初期の測定)
- Helms単位
- American Society of Brewing Chemists (ASBC-FTU) 濁度単位
- PPM/DE (Kieselguhr)などの標準物質の百万分率
- ドイツの基準"Trübungseinheit/Formazin" (TE/F)。現在はFNU単位にとって代わっている。
- 珪藻土 ("ppm SiO2") は古い基準で現在は廃止されている。

水質検査におけるこの機器は一般的に濁度計(turbidimeter)という。しかし、ソースビームと検出器の配置（幾何学）により濁度計のモデルに違いがあることがある。比濁法濁度計は粒子による反射光を常にモニターし、曇りによる減衰はモニターしない。米国の環境モニタリングにおいて、濁度基準単位は比濁法濁度単位 (NTU)と呼ばれ、国際標準単位はホルマジン比濁法単位(FNU)と呼ばれる。最も一般的に適用可能な単位はホルマジン濁度単位(FTU)である。ただしFTUで報告されているように、測定方法が異なると全く異なる値が得られる（以下参照）。
気相比濁計は、大気圏の研究にも使用される。これは視程と大気アルベドに関する情報を提供できる。